# Dème d'Ithômé (Messénie)
Le dème d'Ithômé, en grec moderne : Δήμος Ιθώμης / Dímos Ithómis, est un ancien dème du district régional de Messénie, en Grèce. Depuis 2010, il est fusionné au sein du dème de Messini.
Selon le recensement de 2011, la population du dème compte 1 879 habitants.
Le nom du dème fait référence au mont Ithômé.